# Fulfillingness' First Finale
Fulfillingness' First Finale es un álbum de Stevie Wonder, lanzado el 22 de julio de 1974. Fue el cuarto de la serie de cinco álbumes que conforman su período clásico, Music of My Mind, Talking Book, Innervisions, y Songs in the Key of Life. Tras el fuerte tono contestatario reflejado en Innervisions, este álbum proyecta un tono decididamente más sombrío. Los arreglos de los temas, aunque de gran calidad, son de menor complejidad a los que Wonder desarrolla en otros trabajos del mismo período, como resulta evidente en "They Won't Go When I Go" o "Creepin'". A pesar de su tono intimista, el músico no abandona del todo la conciencia social que había desarrollado en anteriores trabajos. En el tema "You Haven't Done Nothin'", que alcanzó el número 1 en las listas de éxitos, Wonder lanzaba una afilida crítica a la Administración Nixon, ayudado por los Jackson 5, de la que formaba parte un adolescente Michael Jackson.
Fulfillingess' First Finale obtuvo el premio Grammy de 1975 por la "Mejor Interpretación Pop Masculina" ("Boogie On Reggae Woman"), y el de "Álbum del Año". El hecho de que Wonder se tomara dos años para grabar su siguiente álbum (Songs in the Key of Life) rompió su increíble cadena de premios, provocando la famosa declaración de Paul Simon agradeciendo públicamente a Wonder no haber publicado un álbum en 1975 (cuando Simon recibió el Grammy al mejor disco del años por "Still Crazy After All These Years".
Curiosamente, Fulfillingess' First Finale es la única grabación del período clásico de Stevie Wonder que no ha sido incluida en la lista de los mejores 500 álbumes de la historia elaborada por Rolling Stone.

## Lista de temas
1. "Smile Please" – 3:28
2. "Heaven Is 10 Zillion Light Years Away" – 5:02
3. "Too Shy to Say" – 3:29
4. "Boogie On Reggae Woman" – 4:56
5. "Creepin'" – 4:22
6. "You Haven't Done Nothin'" – 3:22
7. "It Ain't No Use" – 4:01
8. "They Won't Go When I Go" (Wonder, Yvonne Wright) – 5:58
9. "Bird of Beauty" – 3:48
10. "Please Don't Go" – 4:07

Todos los temas escritos, arreglados y producidos por Stevie Wonder, excepto donde se indica.

## Créditos
- Paul Anka - Coros en ("Heaven Is 10 Zillion Light Years Away")
- Shirley Brewer- Coros ("Heaven Is 10 Zillion Light Years Away", "Bird of Beauty", "Please Don't Go")
- Jim Gilstrap - Coros ("Smile Please")
- Lani Groves - Coros ("It Ain't No Use", "Bird of Beauty")
- Bobbye Hall - Congas, Bongos ("Smile Please"), Quica ("Bird of Beauty")
- Jackson 5 - Coros ("You Haven't Done Nothin'")
- James Jamerson - Contrabajo en ("Too Shy to Say")
- Sneaky Pete Kleinow -  Guitarr Steel en  ("Too Shy to Say")
- Larry "Nastyee" Latimer- Coros ("Heaven Is 10 Zillion Light Years Away")
- Reggie McBride - Bajo ("Smile Please", "You Haven't Done Nothin'")
- The Persuasions - Coros ("Please Don't Go")
- Minnie Riperton - Coros ("Creepin'", "It Ain't No Use")
- Rocky - Congas ("Boogie on Reggae Woman")
- Michael Sembello - Guitarra ("Smile Please", "Please Don't Go")
- Deneice Williams - Coros ("Smile Please", "It Ain't No Use", "Bird of Beauty", "Please Don't Go")
- Syreeta Wright - Coros ("Heaven Is 10 Zillion Years Away")

## Versiones
- "Too Shy to Say" - Grabada por Diana Ross en 1978.
- "Creepin'" - Grabada por Luther Vandross en The Night I Fell in Love de 1985.
- "They Won't Go When I Go" - Grabada por George Michael en Listen without Prejudice, Vol. 1 de 1990.
- "They Won't Go When I Go" - Grabada por Kevin Max en The Blood]] de 2007.
- "You Haven't Done Nothing" - Grabada por Curumin en "Achados e Perdidos", de 2005

## Posición en la lista de éxitos deBillboard

### Álbum
| Año  | Categ.       | Posición |
| ---- | ------------ | -------- |
| 1974 | Black Albums | 1        |
| 1974 | Pop Albums   | 1        |

### Sencillos
| Año  | Sencillo                   | Categ.        | Posición |
| ---- | -------------------------- | ------------- | -------- |
| 1974 | "You Haven't Done Nothin'" | Pop Singles   | 1        |
| 1974 | "Boogie on Reggae Woman"   | Pop Singles   | 3        |
| 1974 | "You Haven't Done Nothin'" | Black Singles | 1        |
| 1974 | "Boogie on Reggae Woman"   | Black Singles | 1        |